# Western Governors University
La Western Governors University est une université à distance à but non lucratif basée à Salt Lake City. Elle est fondée 1997. Elle accueille environ 47 000 étudiants.